# Rhys Llewellyn
Rhys Llewellyn es un personaje ficticio de la serie de televisión australiana Cops: L.A.C., interpretado por el actor australiano Martin Dingle Wall desde el 2 de septiembre de 2010, hasta el 11 de noviembre del mismo año cuando finalizó la serie.

## Antecedentes
Rhys desde que era niño siempre quiso ser policía, esta decisión pudo ser influenciada por todos los programas de televisión acerca de la policía que veía de pequeño. La idea de resolver crímenes y encerrar a los malos era lo único que Rhys siempre quiso hacer en su vida.
Rhys es un investigador talentoso, fuerte, inteligente, sabe leer el comportamiento humano en un instante y ama la adrenalina que le brinda su trabajo.

## Biografía
Rhys proviene de una familia de clase media alta de profesionales. Su padre es un abogado exitoso y su madre dirige una pequeña editorial especializada en libros de texto escolar. Su hermano mayor es un abogado, su hermano menor está a punto de acompletar sus estudios universitarios en arquitectura y su hermana menor es una violonchelista de la Orquesta Chamber quien está comprometida con un banquero.
Toda su familia con excepción de su hermana estaban horrorizados cuando él les dijo que después de terminar la escuela secundaria quería convertirse en policía. Ya que les pareció extraño que Rhys, un joven de 18 años con calificaciones brillantes y que acudía a una de las más prestigiosas escuelas privadas del país tomara esa drástica decisión.
Al inicio su padre pensó que su decisión era solo para llevarle la contraria, sin embargo poco después se dio cuenta de que no era así y esto causó que la relación con su padre y sus dos hermanos se enfriara un poco, ya que no podían entender que era lo que tanto le atraía a Rhys de ese trabajo.

## Relaciones
Le gustan las mujeres hermosas y ellas lo aman, sin embargo Rhys no tiene la intención de establecerse todavía y es honesto con ellas, no hace promesas que no pueda mantener y ha prometido nunca dormir con una mujer casada.

### Trabajo
- Samantha Cooper.:

Rhys trabaja muy bien con su compañera la detective Samantha Cooper, le gustan las bromas y el coqueteo ocasional & descarado. Sin embargo cuando Rhys cruza la línea o Sam no está de humor para aguantarlo sabe ponerlo en su lugar y calmarlo. Cuando Sam le cuenta que Zac le pidió que se escapara con él, Rhys se sorprende y no puede creer que se irá, incluso le dice a Sam que la va a extrañar. Más tarde ese día el equipo arresta a Zac por participar en un robo y Sam decide quedarse.